# Desiderio Sanzi
Desiderio Sanzi (Milano, 1978) è un regista e artista italiano.

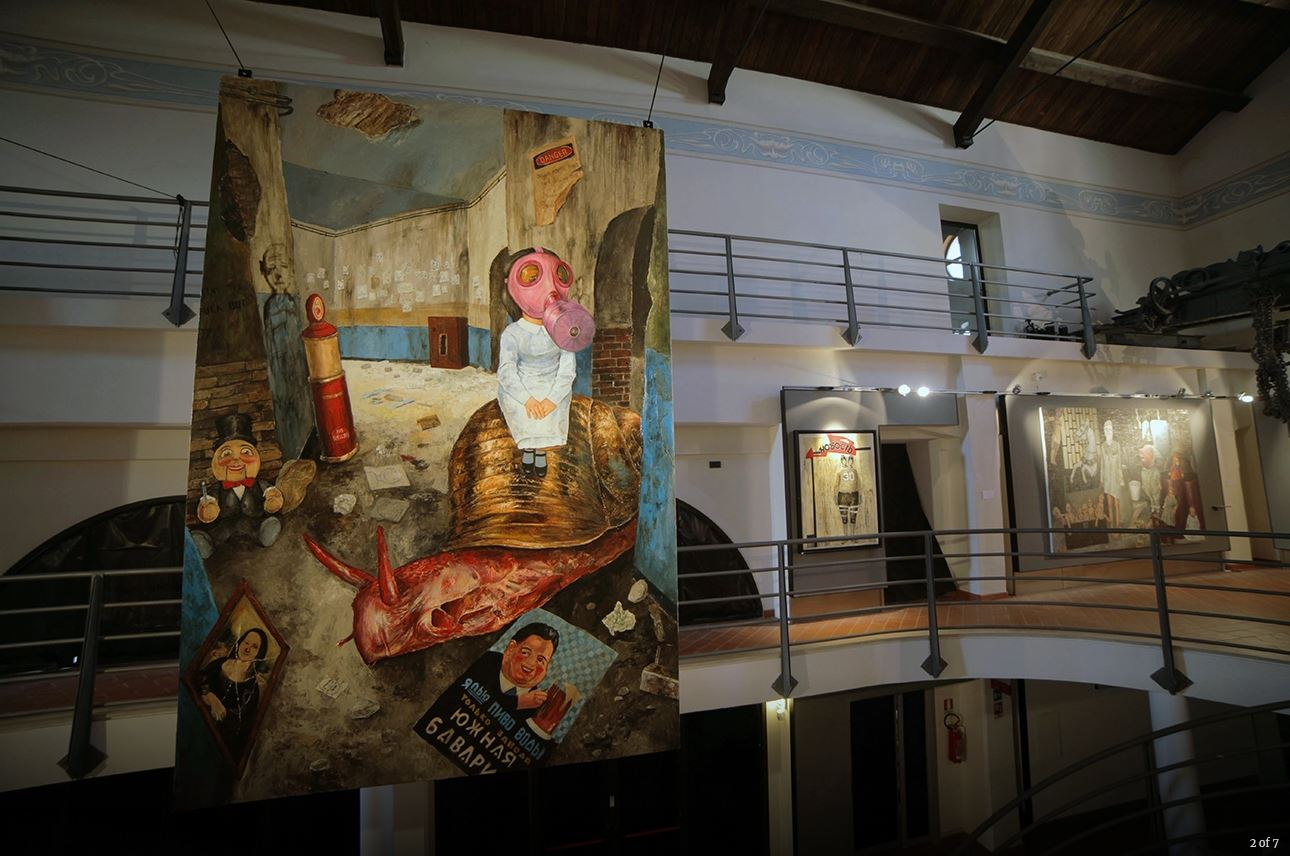
Desiderio Sanzi, Beauty Hazard, Museo CAOS, Terni

Viaggia tra l'Italia e Cuba e ha partecipato alla 54ª Biennale di Venezia nel Padiglione cubano (2011), a due edizioni della Biennale dell'Avana (2012 e 2015) e alla 4ª Biennale "Fin del Mundo" a Valparaiso, Cile (2015).

## Biografia
Tra il 2007 e il 2009 ha realizzato la trilogia di cortometraggi Beauty Hazard, Confabula Spurio e I Love My Queen. Beauty Hazard è stato realizzato nel 2007 e presentato alla mostra omonima tenutasi al Museo CAOS di Terni organizzata da IndisciplinArte. Confabula Spurio è stato realizzato nel 2008 all'interno dell'ex Convento Le Grazie (ex orfanotrofio Federico di Donato, situato vicino a Narni) presentato al Superstudio Più di Milano e vincitore del "Premio Fabbrica Italiana". I Love My Queen è stato presentato nel 2009 al Nuovo Cinema Aquila di Roma durante il VIEDRAM Festival.
Ha realizzato la coppia di cortometraggi Bluesky e They Win on the Sky. Bluesky è stato presentato nel 2011 durante la partecipazione alla 54ª Biennale di Venezia, all'interno del padiglione cubano dell'isola di San Servolo. They win on the Sky è stato presentato nel 2012 durante la partecipazione alla Biennale dell'Avana.
Nel 2009 ha partecipato alla mostra Apocalypse Wow! dedicata all'anniversario della caduta del muro di Berlino, curata da Julie Kogler, al MACRO Future di Roma insieme ad altri artisti tra cui Ron English e Obey (Shepard Fairey).
Nel 2013 ha prodotto il suo primo lungometraggio intitolato ¡Ahora Sí Llego!: è stato il primo roadmovie realizzato interamente a Cuba a ricevere il sostegno del governo cubano.
È stato uno degli artisti scelti per partecipare alla mostra "Genius Loci" della quinta edizione del Premio Pio Alferano (2016) condotto da Vittorio Sgarbi di cui è direttore artistico, al Castello dell'Abate di Castellabate.
Dopo dieci anni dalla sua prima mostra al Museo CAOS di Terni, nel maggio 2017 ha presentato una seconda mostra sempre intitolata Beauty Hazard, negli spazi pubblici del CAOS di Terni con IndisciplinArte.
Nel dicembre 2017 ha realizzato una sua mostra dal titolo Nirvana, curata da Chiara Canali alla Fabbrica del Vapore.
Nel settembre 2019 realizza il progetto pubblico Malebolge, curata da Lorenzo Rubini, all'interno dell'ex chiesa di San Michele Arcangelo ad Amelia, durante l'Ameria Festival (Festival del Comune di Amelia) realizzando dei grandi dipinti ad olio su tela, ispirati all'Inferno della Divina Commedia di Dante Alighieri. Questi dipinti sono stati realizzati dall'artista su misura per essere inseriti nei cassettoni e nelle vecchie cornici presenti all'interno della ex chiesa.
Nel 2020 realizza il lungometraggio Artaserse con Cristiano Carotti e il progetto Versus, un esperimento cinematografico in cui il protagonista è coinvolto in un futuristico incontro/scontro con il mondo dell'arte.
Nel 2025 scrive, dirige e interpreta Mirtillo – Numerus IX, un lungometraggio fantasy-drammatico prodotto da ElectroWish. Il film è una prosecuzione del progetto audiovisivo Mirtillo, avviato nel 2023 con il cortometraggio Mirtillo – Numerus I, candidato come miglior cortometraggio in diversi festival internazionali e vincitore di numerosi riconoscimenti. 

## Filmografia
- ¡Ahora si Llego! (2013)[17]
- Artaserse (2020)[18]
- Mirtillo - Numerus I - cortometraggio (2023)[19]
- Mirtillo - Numerus IX (2025)[20]